# Patrick Hausding
Patrick Hausding (* 9. März 1989 in Berlin-Lichtenberg) ist ein ehemaliger deutscher Wasserspringer. Bei seinen vier Teilnahmen an Olympischen Sommerspielen gewann er eine Silbermedaille und zwei Bronzemedaillen. Im Jahr 2013 wurde er zusammen mit Sascha Klein Weltmeister im Synchronspringen vom 10-m-Turm.

## Karriere
Hausding war schon als Junior sehr erfolgreich. 2005 gewann er die Titel vom Turm, vom 1-m- und vom 3-m-Brett. 2006 wiederholte er diese Erfolge sowohl im Freien wie auch in der Halle. 2007 kam im Freien der Gewinn des Synchrontitels vom 3-m-Brett hinzu. International trat Hausding erstmals 2005 bei den Junioren-Europameisterschaften an, wo Platz vier im Synchronspringen auf dem 3-Meter-Brett sein größter Erfolg war. 2006 erreichte er im Synchronspringen vom Turm dieselbe Platzierung, im Einzel wurde er Junioren-Europameister. Ebenfalls erfolgreich war er bei den Junioren-Weltmeisterschaften des Jahres 2007 in Kuala Lumpur. Vom 3-m-Brett gewann er im Synchronspringen Bronze. Im Einzel wurde er Vierter. Hausding gewann insgesamt drei Titel bei Junioren-Europameisterschaften, nachdem er 2007 im Einzel vom 3-m-Brett und vom 10-m-Turm erfolgreich war.
National tritt Hausding seit 2006 auch bei den Senioren an. In der Halle gewann er in dem Jahr zweimal Silber vom Turm, im Einzel wie auch im Synchronwettbewerb. In diesem Wettbewerb gewann er auch bei den Freiluftmeisterschaften Silber. 2007 gewann er in der Halle seinen ersten Titel vom 3-Meter-Brett. Vom 1-Meter-Brett kam Silber hinzu. Weitere Titel folgten bei den Freiluft-Titelkämpfen 2007. Hausding wurde Erster in den Synchronwettbewerben vom Turm und vom 3-Meter-Brett. Im Einzelwettbewerb gewann er zudem Silber vom 3-Meter-Brett. 2008 kam in der Halle ein weiterer Titel im Synchronspringen sowie dritte Ränge im Einzel und Synchron vom 3-Meter-Brett hinzu. Bei den Freiluftmeisterschaften 2008, die zudem auch Olympiaqualifikation war, holte Hausding den Vizemeistertitel vom 3-Meter-Brett. Hausding gewann bislang insgesamt 18 Titel bei Deutschen Meisterschaften.

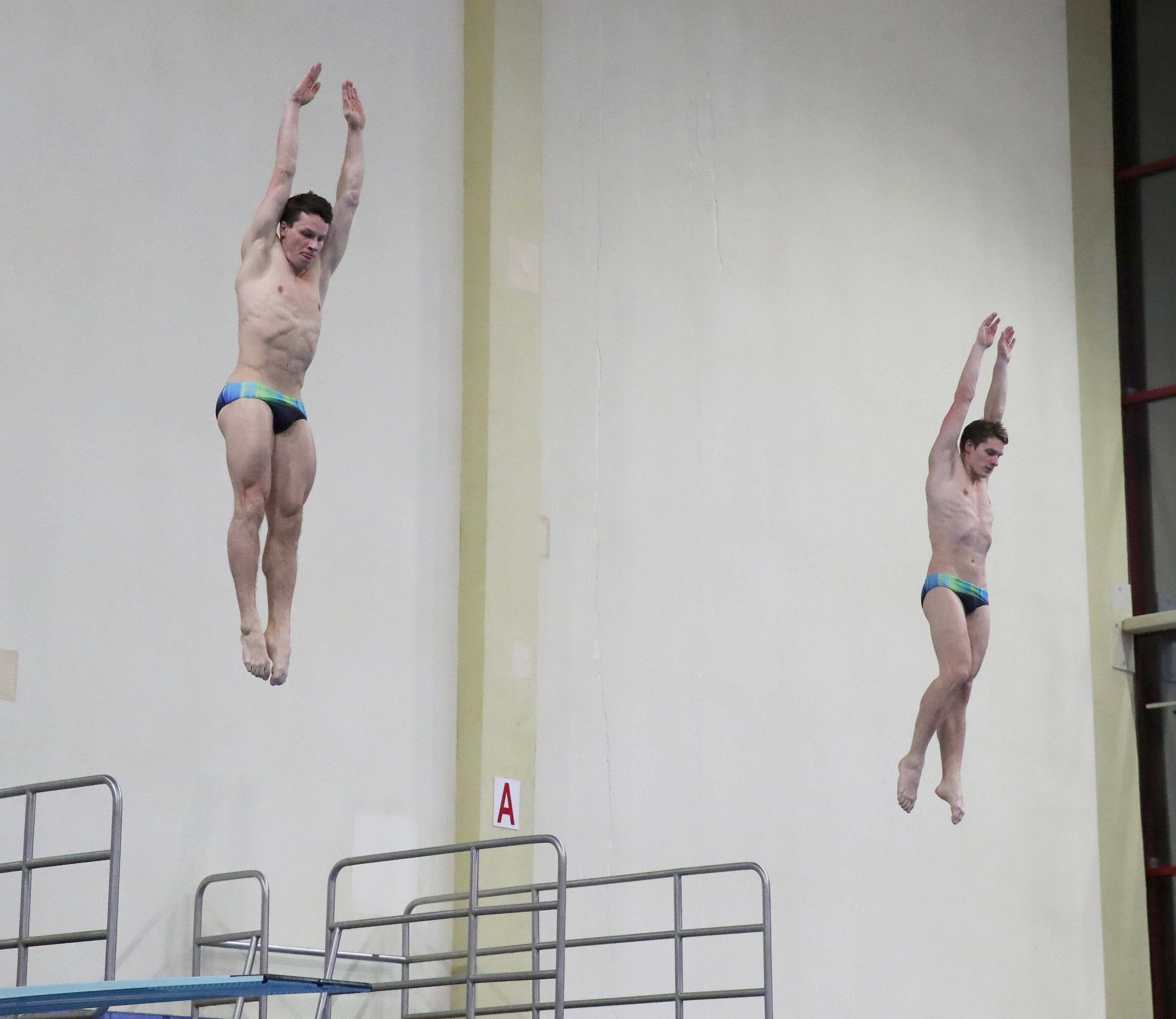
Hausding (links) mit seinem neuen Synchronpartner Lars Rüdiger, 2020

Auch international tritt Hausding seit 2008 im Seniorenbereich an. Im Weltcup von Peking wurde er Zweiter im Turm-Synchronspringen, seinen größten Erfolg feierte er jedoch bei den Europameisterschaften in Eindhoven. Dort gewann Hausding den Titel im Synchronspringen vom Turm und wurde Fünfter im Einzelspringen vom Turm. Aufgrund der Erfolge ist Hausding für die Olympischen Spiele 2008 von Peking nominiert worden. In Peking konnte er mit seinem Partner Sascha Klein hinter den überragenden Chinesen Lin Yue und Huo Liang, aber vor den Russen Gleb Galperin und Dmitri Dobroskok, die während des Wettkampfes patzten, die Silbermedaille im Synchronspringen vom Turm gewinnen. Im Einzelwettbewerb vom 3-Meter-Brett wurde Hausding Achter. Bei den Europameisterschaften 2009 gewinnt er Gold im 10-m-Synchronwettbewerb und Bronze im Einzel vom 10-m-Turm und damit seine erste Einzelmedaille. Bei den Europameisterschaften 2010 in Budapest gelingt ihm dann Historisches. Vom 1-m-Brett erreicht er Platz zwei, nur knapp geschlagen durch den Ukrainer Illja Kwascha. Hinzu kam eine Silbermedaille im Synchronspringen vom 3-m-Brett zusammen mit Stephan Feck. Nur einen Tag später gewann er beim Kunstspringen vom 3-m-Brett die Goldmedaille. Die vierte Medaille in vier Tagen gewann er mit Sascha Klein im Synchronspringen vom 10-m-Turm. Damit wiederholte das Duo seinen Triumph von den letzten Europameisterschaften. Klein war es zudem, der Hausding am letzten Tag der Wettkämpfe vom 10-m-Turm auf den Silberrang verwies. Hausding war damit der erste Springer, der in allen fünf Wettbewerben Medaillen gewinnen konnte. Bei den Weltmeisterschaften 2011 in Shanghai konnte das Duo Hausding/Klein mit Silber im 10-m-Synchronspringen auch ihre erste WM-Medaille erringen, im 3-m-Synchronspringen hingegen wurde Hausding mit Stephan Feck nach Rang fünf bei den Weltmeisterschaften 2009 abermals Fünfter. Hausding/Klein wurden 2013 Weltmeister im 10-m-Synchronspringen. Bei den Olympischen Spielen 2016 gewann er mit Bronze vom 3-m-Brett seine erste olympische Einzelmedaille. Gleichzeitig war es die erste deutsche Medaille in dieser Disziplin seit dem Dreifacherfolg von Paul Günther, Hans Luber und Kurt Behrens bei den Olympischen Sommerspielen 1912 in Stockholm.
Bei der Eröffnungsfeier der Olympischen Sommerspiele 2020 in Tokio wurde Hausding neben Laura Ludwig zum Fahnenträger des deutschen Olympiateams gewählt. Beim Synchronspringen vom 3-m-Brett gewann Patrick Hausding zusammen mit Lars Rüdiger Bronze, nachdem sie, vor dem letzten Sprung noch auf Platz 6 liegend, das mexikanische Duo Yahel Castillo und Juan Celaya auf Platz 4 verdrängen konnten.
Im Mai 2022 gab Hausding das Ende seiner Karriere als Wasserspringer bekannt.

## Sonstiges
Zu seinen sportlichen Trainingseinheiten gehören neben den stetigen Sprungübungen vor allem Akrobatik und Krafttraining. In Caroline Links Spielfilm Im Winter ein Jahr ist Patrick Hausding einer der Kunstspringer in den Szenen im Schwimmbad. 2010, 2017 und 2019 wurde er zu Berlins Sportler des Jahres gewählt und 2016 zum Champion des Jahres.
Hausding studiert an der Humboldt-Universität zu Berlin Lehramt für die Fächer Sport und Englisch.